# معامل سبيرمان للارتباط

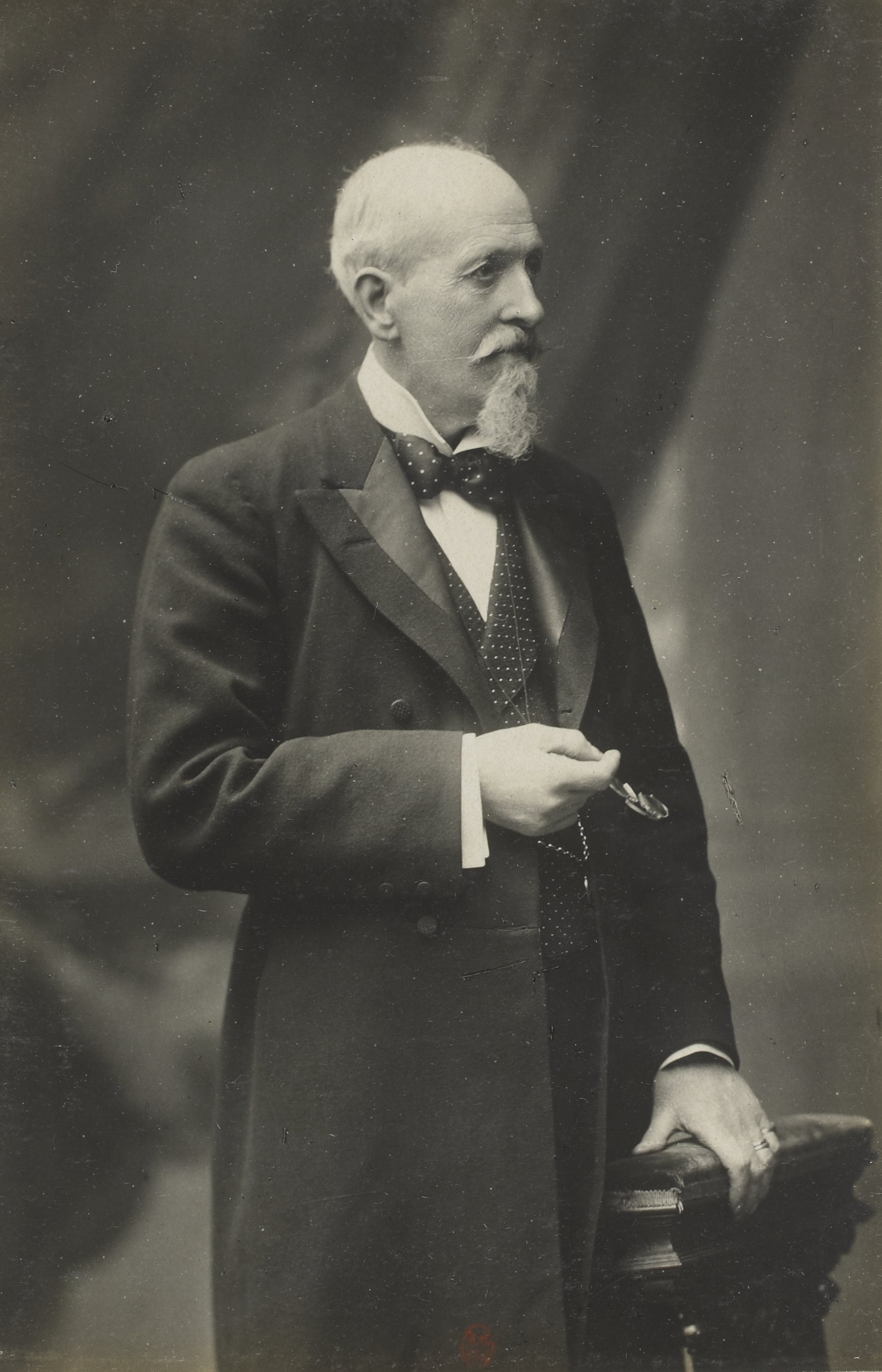
تشارلز سبيرمان، النفساني البريطاني الذي عرف المعامل.

معامل سبيرمان للارتباط (بالإنجليزية: Spearman's correlation coefficient)‏ ويعرف أيضا بمعامل ارتباط سبيرمان حسب الرتب، في الإحصاء، هو قياس لمستوى الارتباط الإحصائي بين متغيرين، انطلاقا من رتب البيانات الملاحظة. بالتالي، يعتبر تقنية إحصائية غير معلمية، مقارنة بمعامل الارتباط لبيرسون.
يشار إلى معامل ارتباط سبيرمان في المراجع الإحصائية بالحرف الإغريقي غو {\displaystyle \rho } ويرمز إلى المعامل، بين متغيرين {\displaystyle X} و{\displaystyle Y}، ب{\displaystyle \rho (X,Y)} أو {\displaystyle r_{s}(X,Y)}.
سمي المعامل باسم واضعه النفساني البريطاني تشارلز سبيرمان.

## حساب المعامل
حساب المعامل ينطلق من تعويض البيانات برتبها داخل العينة. باعتبار عينة مكونة من {\displaystyle n} فردا إحصائيا وفق متغيرين {\displaystyle X} و{\displaystyle Y}، عوض اعتبار البيانات {\displaystyle (x_{i})} و ({\displaystyle y_{i}})، نعتبر سلسلتي الرتب {\displaystyle rg(x_{i})} و {\displaystyle rg(y_{i})} بحيث يمثل {\displaystyle rg(x_{i})} رتبة القيمة الملاحظة {\displaystyle x_{i}} داخل العينة حسب الترتيب التصاعدي. هذه الرتب تأخذ قيمها بين {\displaystyle 1} و{\displaystyle n}.
معامل الارتباط لسبيرمان هو معامل ارتباط بيرسون للمتغيرين الجديدين المعرفين حسب الرتب:
{\displaystyle r_{s}=\rho _{\operatorname {rg} _{X},\operatorname {rg} _{Y}}={\frac {\operatorname {cov} (\operatorname {rg} _{X},\operatorname {rg} _{Y})}{\sigma _{\operatorname {rg} _{X}}\sigma _{\operatorname {rg} _{Y}}}}} مع:
- {\displaystyle \operatorname {cov} (\operatorname {rg} _{X},\operatorname {rg} _{Y})} هو التغاير بين متغيري الرتب {\displaystyle rg_{X}} و {\displaystyle rg_{Y}}.
- {\displaystyle \sigma _{\operatorname {rg} _{X}}} و {\displaystyle \sigma _{\operatorname {rg} _{Y}}} هما الانحرافان المعياريان لمتغيري الرتب {\displaystyle rg_{X}} و {\displaystyle rg_{Y}}.

### مقدر المعامل
نعرف {\displaystyle d_{i}=rg(x_{i})-rg(y_{i})} كفرق بين رتبتي القيمتين الملاحظتين للفرد {\displaystyle i}.
مقدر معامل سبيرمان {\displaystyle {\widehat {\rho }}} يساوي:
{\displaystyle {\widehat {\rho }}=1-6{\frac {\sum _{i=1}^{n}d_{i}^{2}}{n(n^{2}-1)}}}
في حالة وجود حالات كثيرة لتساوي الرتب، داخل العينة، يجب تقويم صيغة المقدر (أنظر فقرة تساوي الرتب أسفله).

## مزايا المعامل
- على العموم، يجب قراءة معامل سبيرمان بالموازاة مع معامل بيرسون، وذلك دون إغفال بأنه معامل غير معلمي، بمعنى أنه لا يمكن تقييمه واختبار مغزاه الإحصائي اعتمادا على فرضية التوزيع الطبيعي الثنائي للمتغيرين المدروسين.[2]
- مقارنة بمعامل بيرسون، معامل سبيرمان يوائم بشكل أفضل الحالات التي يكون فيها أحد المتغيرين {\displaystyle X} و{\displaystyle Y} (أو كلاهما) من الصنف النوعي الترتيبي (مثلا، رتب وصفية لحدة ظاهرة ما أو قياسات على سلم إحصائي على شاكلة سلالم ليكرت). في هذه الحالة، يستحسن أن تكون فقرات (items) المقياس كبيرة العدد نسبيا: إذا كانت قليلة، تكون مقاربة قياس الارتباط حسب معاملات كمية غير ناجعة وغير ذات جدوى ويستحسن الجوء إلى تقنية اختبار خي تربيع لقياس مستوى الارتباط الإحصائي بين المتغيرين.
- حالة الاستخدام الأكثر شيوعا لمعامل سبيرمان هي التي يشتبه خلالها في وجود ارتباط غير خطي بين {\displaystyle X} و{\displaystyle Y}، وخصوصا إذا كان على شكل علاقة رتيبة (تزايدية أو تناقصية) كالدوال الأسية مثلا.[1]

## تأويل المعامل
- معامل سبيرمان، على غرار معامل بيرسون، يأخذ قيمه بين {\displaystyle -1} و{\displaystyle 1}. 
  - معامل بقيمة مطلقة {\displaystyle 1} يشير إلى وجود حالة ارتباط كامل بين المتغيرين، بدون أن يكون خطيا بالضرورة. الارتباط التام من منظور سبيرمان يعني وجود علاقة رتيبة تامة بين المتغيرين.
  - معامل بقيمة منعدمة يعني عدم وجود علاقة ارتباط إحصائي بين المتغيرين.[2]
- رغم طبيعته غير المعلمية، في حالة تحقق توزيع طبيعي ثنائي للمتغيرين {\displaystyle X} و {\displaystyle Y}، يكون معامل سبيرمان ذا قيمة قريبة من معامل بيرسون.
- إذا كانت قيمتا معاملي سبيرمان وبيرسون متباعدتين، فإن ذلك يعني وجود علاقة غير خطية بين المتغيرين المدروسين ويجب أن يؤدي ذلك إلى تطبيق تحويلات مناسبة عليهما بهدف ضبط العلاقة المثلى بينهما، قبل استعمالهما في نمذجة إحصائية مثلا.[2]

### أمثلة

في المثال اعلاه، معامل سبيرمان يساوي 1 نظرا لوجود علاقة رتيبة تامة بين المتغيرين {\displaystyle X} و{\displaystyle Y}، رغم عدم وجود علاقة خطية بينهما، وهو ما تؤكده قيمة معامل ارتباط بيرسون.
في المثال أعلاه، حيث لا وجود لعلاقة رتيبة أو خطية أو بيانات غير اعتيادية، يؤول المعاملان إلى نفس القيم الدنيا، تقريبا.
معامل سبيرمان أقل تأثرا بوجود ملاحظات شاذة أو غير اعتيادية. في المثال أعلاه، معامل سبيرمان يقيس بشكل أفضل العلاقة الخطية القوية الموجودة بين المتغيرين المدروسين

## استدلال إحصائي
لاختبار المغزى الإحصائي للمقدر {\displaystyle {\widehat {\rho }}}، أي الفرضية المنعدمة التي تفترض بأنه يساوي صفرا، تستعمل، في الغالب، إحصائيتان في الاختبارات الإحصائية، حسب حجم العينة {\displaystyle n}:

### حالة العينات الصغرى
وهي الحالة التي يكون فيها {\displaystyle n} بين 20 و30، تستعمل الإحصائية {\displaystyle t} الموزعة حسب توزيع ستيودنت:
{\displaystyle t={\frac {\widehat {\rho }}{\sqrt {\frac {1-{\widehat {\rho }}^{2}}{n-2}}}}}

### حالة العينات الكبرى
وهي الحالة التي يكون فيها {\displaystyle n} أكبر من 30، تستعمل الإحصائية {\displaystyle U} الموزعة طبيعيا:
{\displaystyle U={\frac {\widehat {\rho }}{\sqrt {\frac {1}{n-1}}}}={\widehat {\rho }}\times {\sqrt {n-1}}}
العتبة الحرجة، التي بموجبها ترفض الفرضية تكون بدلالة عتبة القيمة الاحتمالية {\displaystyle \alpha }
باستخدام القيم الاحتمالية (p-value) وباعتبار عتبة {\displaystyle \alpha } (في الغالب تعتبر عتبة 0.05):
- إذا كانت القيمة الاحتمالية أصغر من العتبة {\displaystyle \alpha } ترفض الفرضية المنعدمة، وبالتالي يعتبر الارتباط ذا مغزى إحصائي.
- إذا كانت القيمة الاحتمالية أكبر من العتبة {\displaystyle \alpha }، لا ترفض الفرضية المنعدمة ويتم وفق ذلك رفض وجود ارتباط.

## حالة تساوي الرتب
في حالة وجود حالات كثيرة لتساوي رتب القيم الملاحظة، يتم استبدال الرتب بأخرى متوسطة، وهو ما يستوجب تقويم صيغة مقدر معامل سبيرمان بإدماج معاملي تصحيح {\displaystyle T_{x}} و{\displaystyle T_{y}}، لتصبح صيغة مقدر معامل سبيرمان:
{\displaystyle {\widehat {\rho }}={\frac {(n^{3}-n)-6\sum _{i=1}^{n}d_{i}^{2}-{\frac {T_{x}+T_{y}}{2}}}{\sqrt {(n^{3}-n)^{2}-(T_{x}+T_{y})(n^{3}-n)+T_{x}T_{y}}}}}.
لحساب معامل التصحيح (مثلا لقيم المتغير {\displaystyle X})، يجب أولا تحديد رتب متوسطة للقيم التي لها نفس الرتبة. مثلا، إذا كانت لملاحظتين نفس الرتبة وهما مرتبتان بين الرتبتين 5 و6، تعطى لكل واحدة منهما الرتبة {\displaystyle 5.5}.
بعد ذلك يجب تحديد العدد {\displaystyle G} الذي يمثل عدد الرتب المختلفة (بين الرتب المتوسطة). لكل رتبة يتم حساب مرات تكرارها {\displaystyle t_{g}}، لنحصل على صيغة معامل التصحيح التالية:
{\displaystyle T_{x}=\sum _{g=1}^{G}(t_{g}^{3}-t_{g})}

### مثال عددي
نعتبر ملاحظات لمتغير {\displaystyle X} في عينة مكونة من 12 فردا إحصائيا:
| الفرد | القيمة الملاحظة {\displaystyle (x_{i})} | الرتب الخام | الرتب المتوسطة |
| ----- | --------------------------------------- | ----------- | -------------- |
| 1     | 0                                       | 1           | 1.5            |
| 2     | 0                                       | 2           | 1.5            |
| 3     | 1                                       | 3           | 3              |
| 4     | 2                                       | 4           | 5              |
| 5     | 2                                       | 5           | 5              |
| 6     | 2                                       | 6           | 5              |
| 7     | 5                                       | 7           | 7              |
| 8     | 6                                       | 8           | 8              |
| 9     | 7                                       | 9           | 9              |
| 10    | 8                                       | 10          | 10.5           |
| 11    | 8                                       | 11          | 10.5           |
| 12    | 12                                      | 12          | 12             |

في هذا المثال {\displaystyle n=12} و{\displaystyle G=8} (لوجود 8 رتب مختلفة فقط ضمن الرتب المتوسطة):
{\displaystyle T_{x}=\sum _{g=1}^{G}(t_{g}^{3}-t_{g})=6+0+24+0+0+0+6+0=36}